# سعید میرزایی
سعید میرزایی کوهنورد ایرانی و از هم‌نوردان عظیم قیچی‌ساز است که همراه او موفق به فتح برخی از قله‌های بلند جهان از جمله قله لوتسه شده است. او همچنین نشان پلنگ برفی مسکو را از آن خود کرده است.

## زندگی
سعید میرزایی در ۹ شهریور ۱۳۵۹ در تبریز متولد شد. از کودکی فعالیت خود را در زمینه‌ی ورزش آغاز کرد و مهارت خود را در رشته‌هایی مانند هنرهای رزمی، هندبال و دوچرخه‌سواری آزمود.
او در ادامه مسیر وارد عرصه کوهنوردی حرفه‌ای شد و تا امروز این رشته را ادامه داده که منجر به فتح شماری از بلندترین قله‌های ایران و جهان شده است.

## فعالیت حرفه‌ای
میرزایی صعودهای مختلفی به قله‌های بلند جهان داشته و در این زمینه هم‌نورد برخی از شاخص‌ترین کوهنوردان ایران مانند عظیم قیچی‌ساز نیز بوده است. از جمله قله‌های شاخصی که توسط او فتح شده‌اند می‌توان به کی۲ پاکستان اشاره کرد که به عنوان عضوی از تیم بین‌المللی سون سامیت ترکز ممکن شد و لوتسه در مرز نپال و تبت که همراه عظیم قیچی‌ساز صورت گرفت.
از ویژگی‌های برخی از صعودهای او می‌توان به صعود بدون کپسول اکسیژن و شرپا اشاره کرد که در بسیاری از مسیرها از جمله کی۲، لوتسه و ماناسلو تکرار شده است. تجربه‌ی صعودهای مختلف باعث شده که او در صدد دست یافتن به همه‌ی قله‌های بلند جهان و عضویت در باشگاه هشت‌هزارمتری‌ها باشد.
او همچنین به بسیاری از قله‌های بالای ۷۰۰۰ متر صعود کرده است. صعود به تمام پنج قله‌ی ۷۰۰۰ متری شوروی سابق شامل قله‌های پوبدا، اسماعیل سامانی، کورژنوسکایا، ابن سینا (لنین) و خان تنگری برای او جایزه پلنگ برفی روسیه را به ارمغان آورده است.
در کنار صعودهای انفرادی و گروهی، از جمله فعالیت‌های جانبی میرزایی می‌توان به همکاری به عنوان کمک مربی در تیم ملی امید اشاره کرد.

## صعودهای برجسته

### قله‌های ۸۰۰۰ متری
- لوتسه

- ماناسلو

- کی ۲

### قله‌های ۷۰۰۰ متری
- کورژنفسکایا

- سامانی

- خانتنگری

- لنین

- پوبدا

### قله‌های داخلی ایران
- دماوند

- سبلان

## حادثه پوبدا
در مرداد ۱۴۰۰ بود که کوهنوردان ایرانی من جمله سعید میرزایی راهی صعود قله پوبدا در قرقیزستان شدند. در بین این کوهنوردان افرادی چون مهری جعفری، رضا آدینه  نیز بودند. این کوهنوردان پس از حرکت از کمپ چهار در ارتفاع ۶ هزار و ۱۰۰ متری، شرایط دشوارتر شد و کوهنوردان وضعیت ناپایداری داشتند و مدتی ارتباط خود را با بیس کمپ از دست دادند..
در این زمان مهری جعفری که توان ادامه دادن نداشت، در مسیر بازگشت به داخل یخچال‌های طبیعی مسیر سقوط میکند این در حالی است که سایر نفرات تیم با اطلاع از سقوط وی به صعود خود ادامه میدهند . روایت‌ها و دلایل متفاوتی از این حادثه بیان شده است که از جمله مهم‌ترین آن‌ها می‌توان به نبود آمادگی جسمانی کافی و قطع ارتباط هم‌نوردان و روانه کردن وی به تنهایی به سمت بیس کمپ اشاره کرد. رضا آدینه دیگر کوهنورد ایرانی این برنامه هم در همین صعود و در ارتفاع ۷۲۰۰ متری سقوط کرد و درگذشت.